# Айзятулов Рушан Фатихович
Рушан Фатихович Айзятулов (нар. 14 вересня 1951 року, Сталіно) — лікар-дерматовенеролог, доктор медичних наук (1991), професор (1992). 

## Біографічні дані
Народився 14 вересня 1951 року в м. Сталіно.
У 1974 році закінчив Донецький медичний інститут. З 1974 по 1977 рік працював у лікувальних закладах.
З 1978 року працював у Донецькому медичному інституті: клінічним ординатором, асистентом, доцентом, з 1992 року — професор, з 1995 — завідувач кафедри шкірних та венерологічних хвороб факультету післядипломної освіти.

## Наукова робота
Наукові праці присвячені етіопатогенезу, клініці, лікуванню та профілактиці важких дерматозів (васкуліти шкіри, псоріаз, міхурові дерматози, дерматомікози) і хвороб, які передаються статевим шляхом (сифіліс, хламідіоз, трихомоніаз).
Вчений опублікував понад 650 наукових праць, серед них 10 монографій, 1 навчальний посібник, отримав 5 патентів на винаходи та зробив 10 раціоналізаторських пропозицій. Під його керівництвом захищено 2 докторські дисертації та 6 кандидатських дисертацій.

### Основні праці
За ЕСУ:
- Функциональное состояние сосудов кожи у горнорабочих глубоких угольных шахт, больных микозом стоп (клинико-физиол. исследования) // ВД. — 1994. — № 2;
- Некоторые современные аспекты клиники и лечения хламидийной инфекции // Медико-соц. пробл. семьи. Д., 1997. — Т. 2, № 2;
- Пузырные дерматозы // ДКС. — 1998. — № 1;
- Сравнительная характеристика результатов лечения хронического простатита // ДКС. — 1999. — № 2 (співавтор);
- Болезни, передаваемые половым путем (иллюстрир. руководство). — Д., 2000[2].

## Нагороди
- «Заслужений діяч науки і техніки України» (2007);
- Грамота Верховної Ради України (2011)[3].

## Джерело
- В. М. Романенко. Айзятулов Рушан Фатихович // Енциклопедія сучасної України / ред. кол.: І. М. Дзюба [та ін.] ; НАН України, НТШ, Коорд. бюро Енцикл. Сучас. України НАН України. — К. : Поліграфкнига, 2001. — Т. 1 : А. — 823 с. — ISBN 966-02-2075-8.